# Bivacco Corrado Alberico – Luigi Borgna
Das Bivacco Corrado Alberico – Luigi Borgna, auch Bivacco Fourche, war eine Biwakschachtel der Sektion Club Alpino Accademico Italiano des Club Alpino Italiano nahe der französisch-italienischen Grenze in der Mont-Blanc-Gruppe auf 3675 m s.l.m.

## Geschichte
Das Biwak wurde 1935 errichtet und im Jahr 1985 erneuert. Weitere Instandhaltungsarbeiten erfolgten in den Jahren 2008 und 2014. Benannt wurde das Biwak nach den beiden im Jahr 1934 von einer Lawine getöteten Turiner Alpinisten Corrado Alberico und Luigi Borgna. 
Im August 2022 stürzte das Biwak mitsamt seiner felsigen Basis auf den Brenvagletscher und wurde dabei zerstört. Menschen kamen dabei nicht zu Schaden. Der französische Bergführer und Glaziologe Ludovic Ravanel gibt das Schmelzen des Permafrostes als Ursache an.

## Beschreibung
Das Bivacco Corrado Alberico - Luigi Borgna wurde am Passübergang Colle della Fourche errichtet, der im Verlauf der italienisch-französischen Grenze zwischen Tour Ronde und Mont Maudit liegt.

## Zugang
Der Standort des Biwaks kann zu Fuß in 2 bis 3 Stunden von der mit der Seilbahn erreichbaren Punta Helbronner ausgehend erreicht werden. Die Route führt entlang des Ghiacciaio del Gigante über den Col des Flambeau. Nach der Passage der Nordwand der Tour Ronde geht die Route am Anfang des Cirque Maudit steil zum Pass hinauf, wo sich das Biwak befand.

## Aufstiege
- Mont Blanc, 4810 m: Ausgangspunkt für die Ost- und Südostanstiege.
- Aiguille Blanche de Peuterey, 4112 m: Ausgangspunkt für die Nordanstiege.
- Grand Pilier d’Angle, 4234 m: Ausgangspunkt für die Route durch die Nordwand des Pfeilers.
- Mont Maudit, 4468 m: Ausgangspunkt für den Aufstieg über den Südostgrat (Kuffnerroute).